# Mohammed Al-Owais
Mohammed Al-Owais (Al-Hasa, 10 oktober 1991) is een Saoedi-Arabisch voetballer die als doelman speelt.

## Clubcarrière
Al-Owais speelde in de jeugd voor Al Shabab waar hij in 2012 in het eerste team kwam. Met zijn club won hij in 2014 de Kings Cup en de supercup. In 2017 ging hij naar Al-Ahli.

## Interlandcarrière
Hij debuteerde in 2015 voor het Saoedi-Arabisch voetbalelftal. Hij maakt deel uit van het Saoedische team op het wereldkampioenschap voetbal 2018.